# جمال الدين مختار
جمال الدين مختار (1928 – 2018) هو الرئيس المؤسس للأكاديمية العربية للعلوم والتكنولوجيا والنقل البحري عام 1972، إحدى منظمات جامعة الدول العربية، والتي تعد إحدى أكبر الصروح التعليمية في المنطقة العربية وعضو في الإتحاد الدولي للجامعات وإتحاد الجامعات العربية. وهو أول رئيس مصري للإتحاد الدولي للجامعات البحرية. وأحد ضباط القوات البحرية المصرية السابقين. تولى أيضًا رئاسة اللجنة الأوليمبية المصرية بين عامي 1993 و1997.

## تعليمه
التحق بالكلية البحرية وتخرج منها عام 1949، وحصل على درجة الماجستير من وزارة النقل البحري في مصر عام 1955، ودرجة الماجستير في الدراسات البحرية عام 1960 من الاتحاد السوفيتي، ودرجة الماجستير في إدارة الأعمال من الجامعة الأمريكية بالقاهرة عام 1972، ثم درجة الدكتوراه من جامعة السوربون بفرنسا عام 1978 في الإستثمار البشري لقطاع النقل البحري.

## الإنجازات والتكريمات
- الدكتوراه الفخرية في العلوم البحرية من الجامعة البحرية الدولية التابعة للأمم، تقديرًا لجهوده في مجال النقل البحري
- وسام الاستحقاق الفرنسي، 1993
- جائزة المنظمة البحرية الدولية (تمنح لشخصية بحرية عالمية واحدة)، 1997، بإجماع الدول الأعضاء
- الدكتوراه الفخرية من الجامعة البحرية الدولية، 2005
- وسام الجدارة من جمهورية السودان، 2006
- أول مصري يتم إختياره رئيسًا للرابطة الدولية للجامعات البحرية التابعة للمنظمة البحرية الدولية

## أخرى
- نجح في الحصول علي معونة من هيئة التعاون الدولي الأمريكي قيمتها 33 مليون دولار لإقامة أحدث وأكبر مجمع متكامل لأجهزة المحاكيات بالأكاديمية بتكلفة 65 مليون دولار أمريكى لإعداد الكوادر القادرة علي مواكبة ثورة المعلومات ومتغيرات القرن الجديد وذلك علي ثلاث مراحل، كما نجح في الحصول علي دعم للأكاديمية من هيئة التعاون الدولي اليابانية قيمته 23 مليون دولار لبناء مركز لتدريب الفنيين البحريين بالأكاديمية وكذلك لامدادها بسفينة التدريب «عايدة».

أنشأ مركز برامج خدمة التعليم والمجتمع وذلك بالتعاون مع الجامعة الأمريكية في القاهرة.
رئيساً لنادي اليخت المصري بالإسكندرية.